# 松瀬元太
松瀬 元太（まつせ げんた、1984年9月25日 - ）は、日本の元陸上競技選手。専門は長距離。佐賀県立白石高等学校－順天堂大学。大学卒業後は出身地の佐賀県で母校白石高校の教師をしている。
2007年の箱根駅伝第83回大会10区で区間新記録を樹立、この記録は2020年に嶋津雄大（創価大学）が更新するまで破られなかった。
2007年の九州一周駅伝に佐賀県代表として出場した。

## 自己ベスト記録
- 10000m　29分21秒04
- ハーフマラソン　1時間03分10秒

## 大学駅伝成績
- 箱根駅伝

| 回数   | 学年 | 区間 | 距離   | 区間順位       | タイム       | 備考                       |
| ------ | ---- | ---- | ------ | -------------- | ------------ | -------------------------- |
| 第80回 | 1    | 4区  | 20.9km | 区間8位        | 1時間5分10秒 | 2006年にこの区間は距離変更 |
| 第81回 | 2    | 10区 | 23.1km | 区間3位        | 1時間9分57秒 |                            |
| 第82回 | 3    | 3区  | 21.5km | 区間8位        | 1時間4分48秒 |                            |
| 第83回 | 4    | 10区 | 23.1km | 区間賞、区間新 | 1時間8分59秒 | 当時の区間記録             |